# موزه ذخیره‌گاه ذهیرخ آسا
موزه ذخیره‌گاه ذهیرخ آسا (انگلیسی: Dzheyrakh-Assa Museum-Reserve) چشم‌انداز فرهنگی و تاریخی متعلق به مردم اینگوش در منطقه اینگوش است که شامل مجموعه‌ای از ذخیره‌گاه طبیعی‌ها و آئول‌ها می‌شود. این منطقه که مساحتی حدود ۶۴ هزار هکتار را در بر می‌گیرد، شامل حدود ۵۰۰ مجموعه معماری سنگی است؛ از جمله برج‌های اینگوش، گورابه، نیایشگاه‌های پاگانیسم و مسیحیت، و پرستشگاه‌ها. نخستین برج‌های این منطقه به هزاره دوم پیش از میلاد بازمی‌گردند.

## میراث جهانی پیشنهادی
از سال ۱۹۹۶، موزه-ذخیره‌گاه جیرَخ-آسا به عنوان یک کاندیدا برای فهرست فهرست میراث جهانی در روسیه یونسکو در نظر گرفته شده است.

## جمعیت
در شهرستان دژیراخسکی اینگوش، حدود ۲٬۰۰۰ نفر سکونت دارند.